# Nepomukbrücke (Brügge)

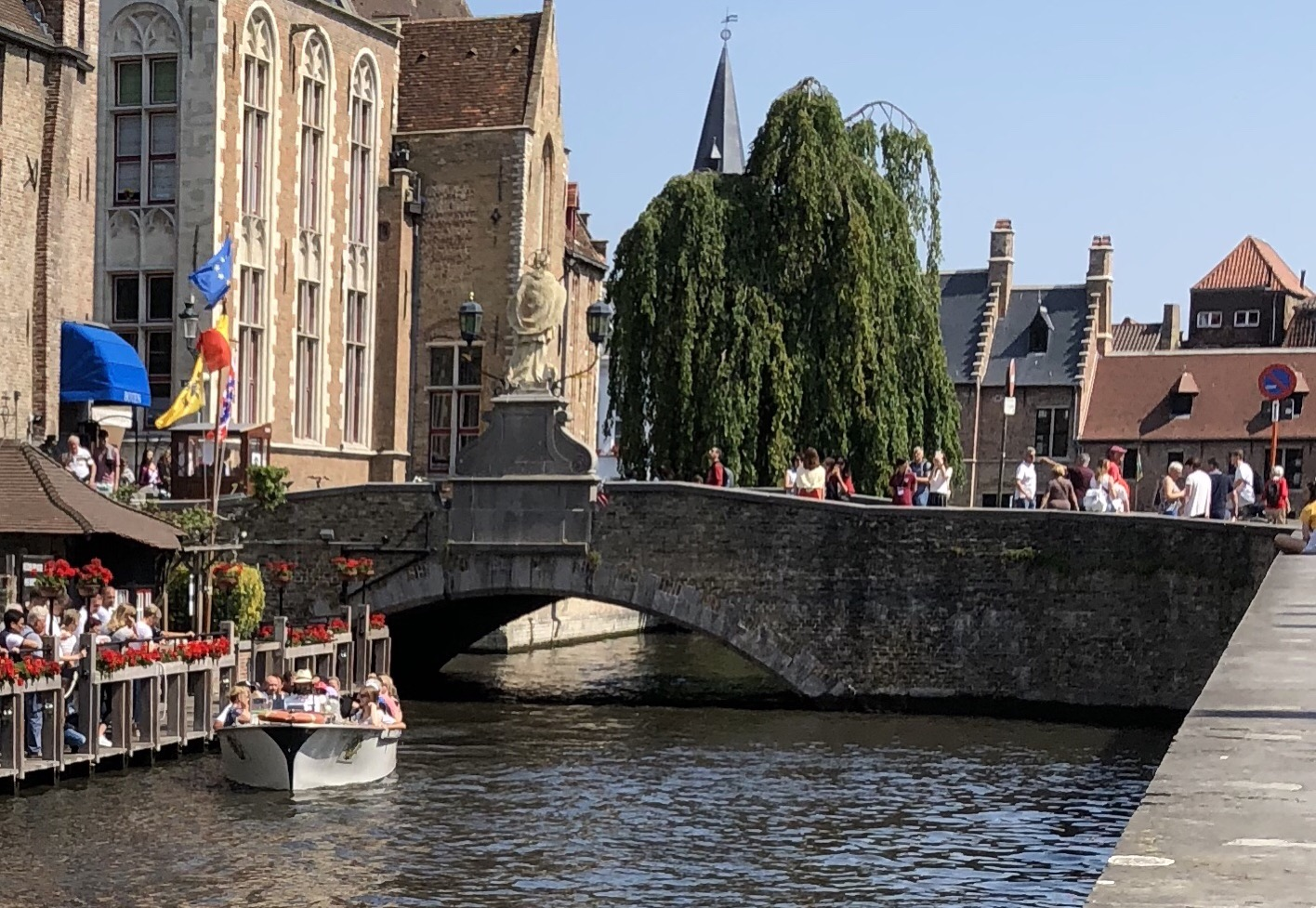
Nepomukbrücke, Blick von Südwesten, 2019

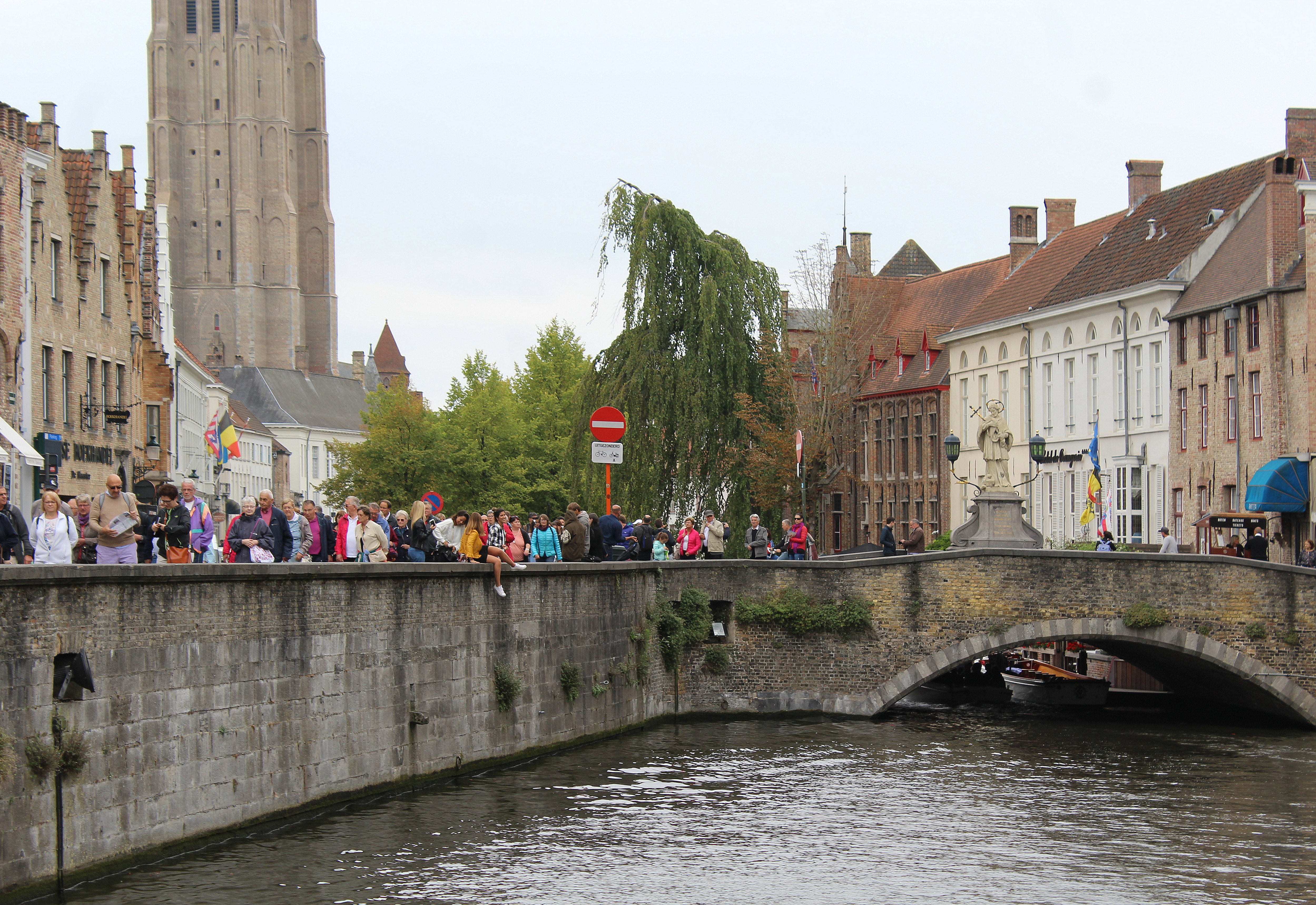
Blick von Osten, 2017

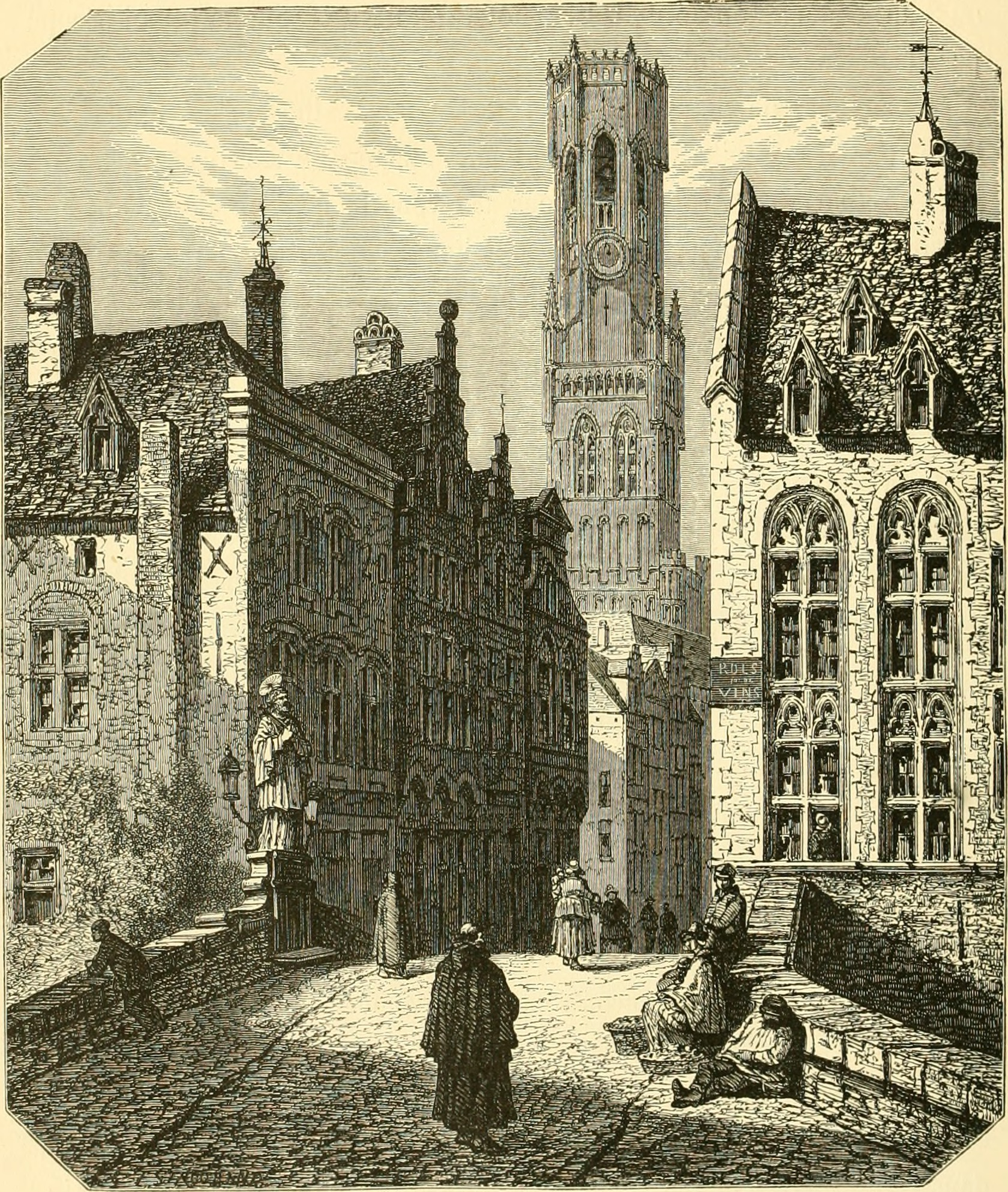
Darstellung der Brücke von 1886

Die Nepomukbrücke (niederländisch Nepomucenusbrug) ist eine denkmalgeschützte Brücke in Brügge in Belgien.

## Lage
Die Brücke befindet sich in der Altstadt von Brügge und überbrückt den Kanal Dijver. Sie führt dabei in Verlängerung der Wollestraat von Nordwesten kommend auf die Eekhousstraat, auf die am südöstlichen Ufer die Straßen Dijver und Rozenhoedkaai einmünden. Auf der Westseite wird die Brücke vom Haus Wollestraat 34 und dem Haus Perez de Maluenda flankiert.

## Geschichte
Eine erste urkundliche Erwähnung einer Brücke an dieser Stelle ist aus dem Jahr 1282 als Grote Eeckhoutbrug überliefert. Sie diente der Verbindung vom Stadtzentrum in die Brügger Vororte. 1357 errichtete der Brügger Maurermeister Jan Slabbaerd eine neue Brücke. Mit der Brücke werden jedoch auch die Namen der Baumeister Jan van Oudenaerde und Jan Petite in Verbindung gebracht. Im Jahr 1421 erhielten die Maler und Lastenträger, die wohl auf der Brücke ihre Leistungen anboten, die Genehmigung zur Errichtung einer Kapelle auf der Brücke. Die Brücke selbst wurde 1642 renoviert. Im 17. Jahrhundert wird der Name des Baumeisters Jan de Wachter in Bezug auf die Brücke genannt.
1767 ersetzte man die Kapelle durch die Statue des Heiligen Nepomuk. Nepomuk gilt als Brückenheiliger. Sie wurde vom Brügger Bildhauer Pieter Pepers senior (1730–1785) geschaffen. Seit diesem Zeitpunkt trägt die Brücke ihren heutigen Namen. In der Nacht vom 6. auf den 7. Oktober 1795 kippten Unbekannte die Statue ins Wasser. Die Wiederaufstellung fand am 1. Mai 1811 statt. Zugleich erhielt der Sockel eine Inschrift.
1859 fanden Umbauten der Brücke statt. Als Name wird der Stadtarchitekt Jean-Brunon Rudd erwähnt. Sie wurde abgeflacht und verbreitert, außerdem erhielt sie ein Metallgeländer. Das Geländer wurde 1950 wieder entfernt und durch eine steinerne Brüstung ersetzt. Schon 1930 wurde links und rechts der Statue jeweils eine Laterne befestigt. Im Jahr 1980 restaurierte die Firma A. Goetinck in Zusammenarbeit mit dem Bildhauer Pierre Goetinck die Statue des Heiligen Nepomuk.
Die Brücke wird seit dem 28. März 2002 als Denkmal geführt und ist außerdem seit dem 14. September 2009 als architektonisches Erbe eingetragen.

## Architektur und Gestaltung

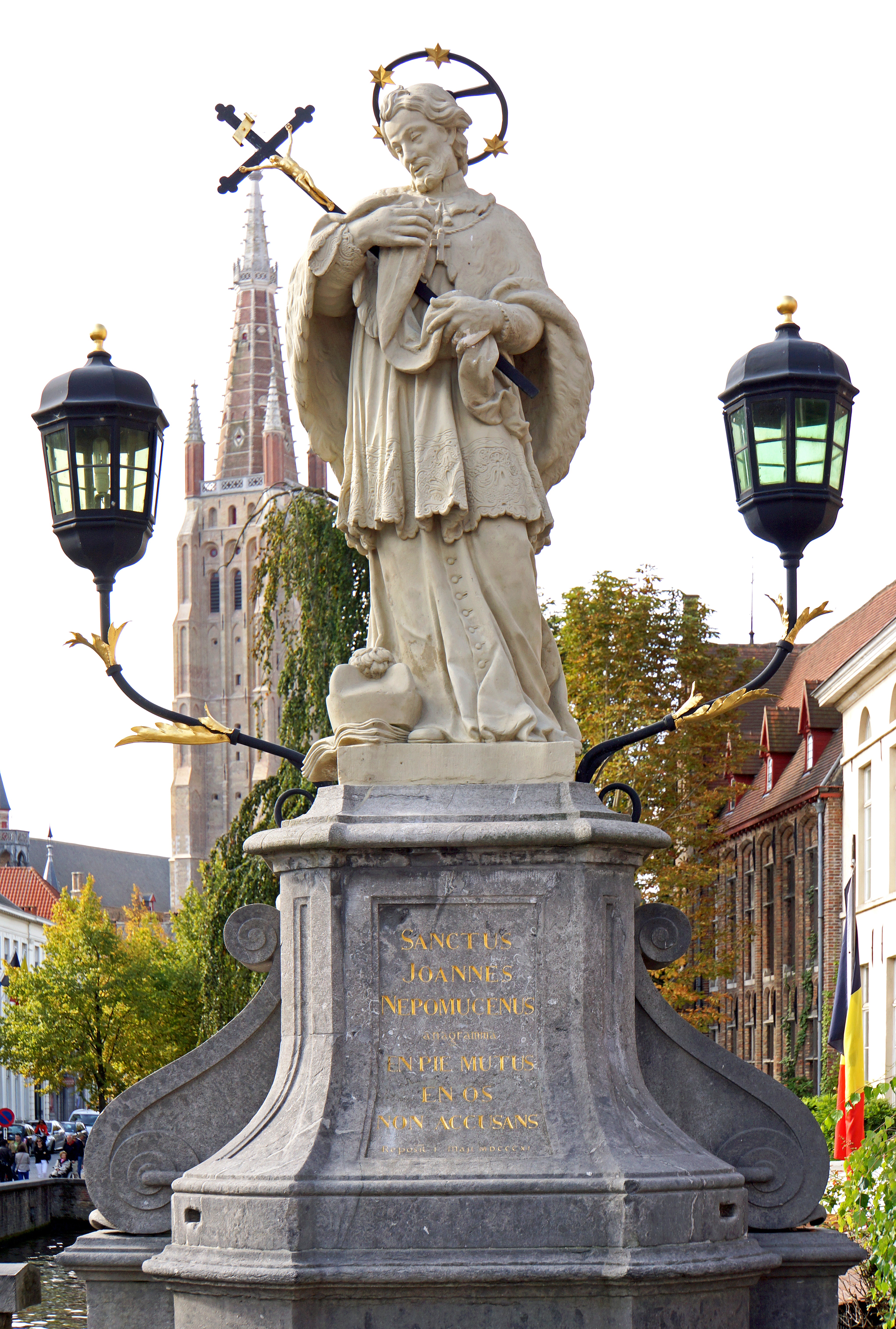
Statue des Heiligen Nepomuk, 2013

In ihrer Gestaltung ist die gemauerte Brücke als flache Bogenbrücke ausgeführt. Sie ist etwa 20 Meter lang, bei einer Breite von ungefähr 12 Metern. Die Fahrbahn ist gepflastert.
Auf der westlichen Brüstung steht die Nepomukstatue. Sie ist weiß und zeigt den stehenden Nepomuk bekleidet im kirchlichen Ornat. In den Händen hält er ein Kruzifix, sein Hinterkopf wird von einem Heiligenschein, bestehend aus fünf Sternen geziert. Zu seiner rechten liegt ein offenes Buch. Auf dem Sockel befindet sich die lateinische Inschrift:
SANCTUS

JOANNES

NEPOMUCENUS

anagramma

EN PIE MUTUS

EN OS

NON ACCUSANS.

Reposit 1. maij MDCCCXI

Auf deutsch lautet der Text: Sankt Johannes Nepomuk / Anagramm / Sieh, ein fromm Stummer / Sieh, ein Mund, der nicht anklagt. / Wiedererrichtet am 1. Mai 1811 Der Text nimmt damit Bezug auf die Stellung Nepomuks als Patron des Beichtgeheimnisses. Er soll sich geweigert haben, das Beichtgeheimnis zu brechen. Der lateinische Text ist dabei als Anagramm gestaltet. Die Buchstaben des oben stehenden Namen Nepomuks ergeben in veränderter Reihenfolge den darunter stehenden Text.